# SLAM! (radiozender)
SLAM! is een Nederlands commercieel, landelijk radiostation van het Belgische mediabedrijf Mediahuis. Het merendeel van de programmering bevat een grote hoeveelheid Dance-muziek met af en toe ook muziek buiten dat genre, zoals pop en urban. Het station onderscheidt zich door elke vrijdag en zaterdag uitgebreide mixshows van verschillende DJ's te draaien in de SLAM! MixMarathon. Daarnaast heeft het sinds 2005 haar eigen hitlijst en sinds 2007 een eigen televisiezender. Vanaf 1 september 2023 is SLAM! alleen nog in de randstad via FM te horen, daarbuiten op DAB+, internet en op de kabel.

## Geschiedenis

### ID&T Radio
New Dance Radio, zoals de zender bij lancering heette, begon halverwege de jaren 90 van de twintigste eeuw met uitzenden. Destijds was de zender uitsluitend via de kabel te ontvangen en bestond de muziekkeuze voornamelijk uit dancemuziek. In 2000 werd de zender overgenomen door evenementenorganisatie ID&T, dat hem vervolgens omdoopte in SLAM!FM. Een jaar later, op 1 juni 2001, kreeg de zender alweer een nieuwe naam, ID&T Radio.
Na de radiofrequentieveiling van 2003 kwam ID&T Radio in juni van dat jaar in de ether. Aanvankelijk werd nog volgens het oude format uitgezonden, maar vanaf eind 2004 werden ook gepresenteerde programma's uitgezonden en ging de zender meer Top 40-muziek draaien, al dan niet in alternatieve 'remixen' om te voldoen aan de regels die aan hun etherfrequentie-kavel waren opgelegd. Eind 2005 verkocht Duncan Stutterheim namens ID&T 66% van de aandelen van de zender aan Lex Harding en Ruud Hendriks.

### SLAM!FM
Op 31 januari 2005 kreeg de zender de naam weer terug die het eerder al een jaartje had: SLAM!FM. De zender ging zich vooral op jongeren richten. Nadien volgden nog diverse lichte formatwijzigingen. Anno 2023 wordt er niet alleen dancemuziek gedraaid, maar is er ook ruimte voor pop en urban.
In juni 2006 spanden meerderheidsaandeelhouders Harding en Hendriks een rechtszaak aan tegen Stutterheim, omdat ze weigerden de overige 33% van de SLAM!FM-aandelen te kopen voor 2,5 miljoen euro. Harding en Hendriks vonden dat ze voor het eerdere pakket aandelen al te veel betaald hadden. De rechter stelde hen in het gelijk.
Aansluitend op de radiozender werd op 1 februari 2007 SLAM!TV opgericht. De zender, voor en door jongeren, zendt populaire muziekclips uit. Daarnaast konden kijkers hun zelfgemaakte filmpjes, foto's en geluidsbestanden uploaden en beschikbaar stellen voor vrienden en/of andere bezoekers van de site. De zender ging later ook eigen korte programma's ontwikkelen en radioprogramma's integraal uitzenden.
Op 20 maart 2007 verbood de rechter SLAM!FM om nog langer op oneigenlijke wijze met Radio 538 te concurreren door 're-edits' en remixen van muziek uit de hitlijsten te draaien. SLAM!FM zond namelijk uit op een geclausuleerde frequentie waarop dat niet was toegestaan. Ook telde de zender volgens de rechter onterecht achtergrondmuziek bij gesprekken mee als muziek, waardoor het dacht te kunnen voldoen aan de eis dat er tussen 07.00 en 19.00 uur overdag 95% van de tijd muziek gedraaid moet worden. In hoger beroep bij het CBb is hierin op 5 december 2007 uitspraak gedaan en heeft SLAM!FM gelijk gekregen qua "te veel spraak" maar ongelijk gekregen qua 're-edits'. De uitspraak had echter geen consequenties voor de muziekinvulling, omdat SLAM!FM al geruime tijd geen eigen edits meer uitzond.
Op 19 november 2008, naar aanleiding van de gevolgen van de kredietcrisis en de teruglopende inkomsten, werd bekendgemaakt dat SLAM!FM zou gaan reorganiseren. Aandeelhouder 2HMedia stelde geen extra budget beschikbaar, waardoor de zender noodgedwongen efficiënter met personeel moest omgaan. Van de ongeveer 32 mensen die er in 2007 een volledig dienstverband hadden bleven er na de reorganisatie nog ongeveer 20 over. Zo vertrokken onder andere diskjockeys Daniël Lippens en Timo Kamst. Ook werden aflopende contracten van enkele personeelsleden niet verlengd.
RTL Nederland verwierf in april 2011 het Zerobase Kavel A05. Deze overname werd per 1 juni 2011 geëffectueerd. Ruim een halfjaar later, op 1 januari 2012, kwam SLAM!FM in handen van Talpa als gevolg van een deal tussen Talpa en RTL.

### SLAM!
Op 31 augustus 2015 werd de naam gewijzigd van SLAM!FM in SLAM! Toen Talpa in mei 2016 volledige controle over RadioCorp verwierf door de Telegraaf Media Groep uit te kopen werd besloten om de zender af te stoten. SLAM! en 100% NL werden verkocht aan een van de oorspronkelijke eigenaren van RadioCorp, Karl Habsburg.
In het voorjaar van 2023 werd bekend dat de Belgische mediaorganisatie Mediahuis alle aandelen van SLAM!-eigenaar RadioCorp had verworven van de drie eigenaren Karl Habsburg, Herbert Visser en Carlo de Boer. Na de overname bleef het dagelijkse bestuur, bestaande uit De Boer en Visser, aan.
Op 1 september 2023 verloor SLAM! haar FM-frequentie na eigenaar Mediahuis maar twee frequentiepakketten wist te verkrijgen bij een FM-veiling. Mediahuis besloot deze in te zetten op zusterzenders 100% NL en Radio Veronica.

## Studio
SLAM! was tot het weekend van 28 september 2024 gevestigd in het Noord-Hollandse Naarden, waar de zender het pand deelde met zusterzenders 100% NL en Radio Veronica. Dat weekend verhuisde SLAM! en 100% NL naar nieuwe studio's in het hoofdkantoor van Mediahuis Nederland aan de Basisweg in Amsterdam. Later zal ook Radio Veronica volgen, maar hun nieuwe studio was nog niet opgeleverd.

## Medewerkers

### Programmadirecteur
- Menno de Boer (2006–2013)
- Dave Minneboo (2013–2016)
- Martijn Zuurveen (2020–heden)

### Sidekicks
- Max Bolhuis (2021–2024)
- Julia Maan (2021–heden)
- Erik-Jan Rosendahl (2021–heden)

### Zenderstemmen
- Tamara Brinkman (2010–2018)
- Ivo van Breukelen (2010–2016)
- Sascha Reisch (2018–2020)
- Joost Burger (2016–2020)
- Kyra Macco (2020–heden)
- Maurice Verschuuren (2020–heden)

## Digitale zenders
SLAM! beschikt over een aantal digitale muziekzenders die via het internet te beluisteren zijn:
- SLAM! 10’s
- SLAM! 90’s
- SLAM! Housuh in de Pauzuh
- SLAM! Juize
- SLAM! MixMarathon
- SLAM! Non-stop
- SLAM! The Boom Room
- SLAM! WKNDMX
- SLAM! Zeroes

## Marktaandeel
In 2012 werd bekend dat SLAM! het grootste marktaandeel heeft onder de jongeren: 16,8%.
Anno 10 mei 2023 was het algehele marktaandeel van de zender 1,9%.

## Televisiezender
SLAM! heeft sinds 1 februari 2007 ook een televisiezender onder de naam SLAM!TV.

## Pay-off
- 2006–2010: Your New Music Station (Je nieuwe muziekstation)
- 2010–2011: The New Music Station (Het nieuwe muziekstation)
- 2011–2015: Power To The Beat (Kracht op het ritme)
- 2015–2022: Play Music, Play Life (Speel muziek, speel het leven)
- 2022–heden: Boost Your Life (Geef je leven een boost)

## Beeldmerk

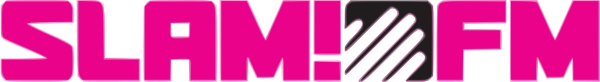
31 januari 2005 – 30 juni 2006
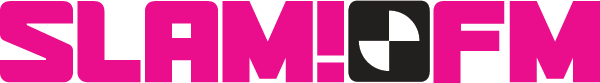
30 juni 2006 – 31 augustus 2015
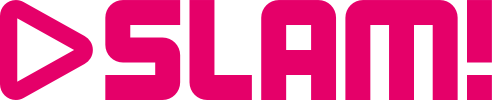
31 augustus 2015 – heden

## Prijzen

### Marconi Award
SLAM! wist tweemaal een Marconi Award te winnen, beide in de categorie Aanstormend Talent. De eerste werd gewonnen door Igmar Felicia in 2014. In 2018 volgde Bram Krikke als prijswinnaar. In 2024 wist SLAM! een andere Marconi Award in de wacht te slepen, namelijk die voor Beste Zender 2023.

### Gouden RadioRing
De Avondploeg was het eerste programma van SLAM! dat genomineerd werd voor de Gouden RadioRing voor het beste radioprogramma. Beide keren, in 2011 en 2012, wist het programma niet te winnen. Ook andere programma's werden genomineerd voor de RadioRing, zoals Bij Igmar (2015), Club Ondersteboven (2018 en 2019) en The Boom Room (2020), maar wisten niet te winnen. Bram Krikke wist wel twee keer de Zilveren RadioSter Man te winnen, in 2018 en 2019.